# Clarias anguillaris
Clarias anguillaris là một loài cá thở không khí Châu Phi,nó còn được gọi là Cá trê bùn. Loài này có tầm quan trọng nhỏ trong thủy sản thương mại. Nó phát triển đến chiều dài 100 cm (39,4 inch).